# アクロヨガ

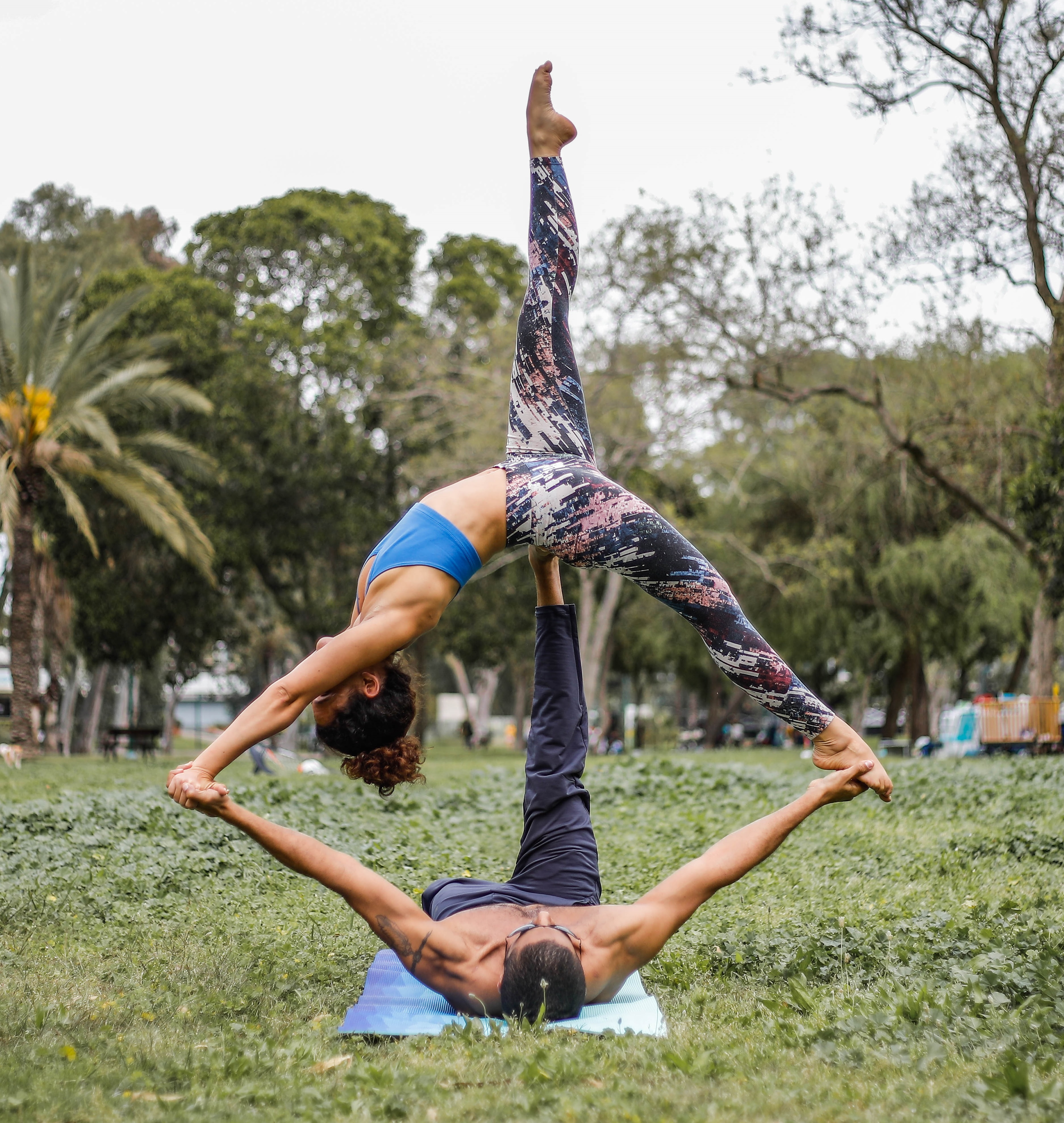
公園でのアクロヨガ練習

アクロヨガ（AcroYoga）はヨガの一種で、アクロバットとタイマッサージの要素を組み込んだもの。タイマッサージを宙に浮きながら行っているように見えることから、タイ&フライ(Thai & Fly)とも呼ばれる。

## 役割
伝統的なヨガが自分自身を見いだすことを重視しているのに対し、他者との交流を重視するアクロヨガは、3人で行うのが基本である。3人の役割は以下の通りであり、ポジションと呼ばれる。
- ベース: 土台となってフライヤーを支える役割[4]。
- フライヤー: ベースによって地面から持ち上げられる役割。ポーズそれ自体から得られる効果のほか、土台となっているベースの手足からも刺激を受ける[4]。
- スポッター: ベースとフライヤーを傍らで見守る役割。2人の呼吸やバランスを調整するとともに、2人のポーズのサポートも行う[4]。

## スタイル
アクロヨガには、主に2つのスタイルがある：Ｌ－ベーシングとスタンディングである。
- Ｌ－ベーシング（L-basing）: ベースが仰向けになり、脚でフライヤーの体重を支えるスタイル（ベースの身体がＬ字型になる）。このスタイルは、比較的長時間の「フライング」を可能にする。[5][7]
- スタンディング（Standing）: ベースが立った状態で、主に手や肩を使ってフライヤーの体重を支えるスタイル。このスタイルでは、比較的短時間の「フライング」となる。[5][8]

## セッション
一般的なアクロヨガのセッションには、以下のような要素が含まれることが多い。
- サークルセレモニー（Circle ceremony）: 参加者同士の交流をする[9]
- ウォーミングアップ（Warming up）: より負荷の高い運動に向けて、筋肉を徐々に準備する[9]
- パートナーフロー（Partner flow）: パートナーと共にアーサナやストレッチを行い、さらに体を温める[10]
- インバージョン（逆転技）（Inversions）: パートナー間の信頼を育む[10]
- フライングとアクロバット[9]

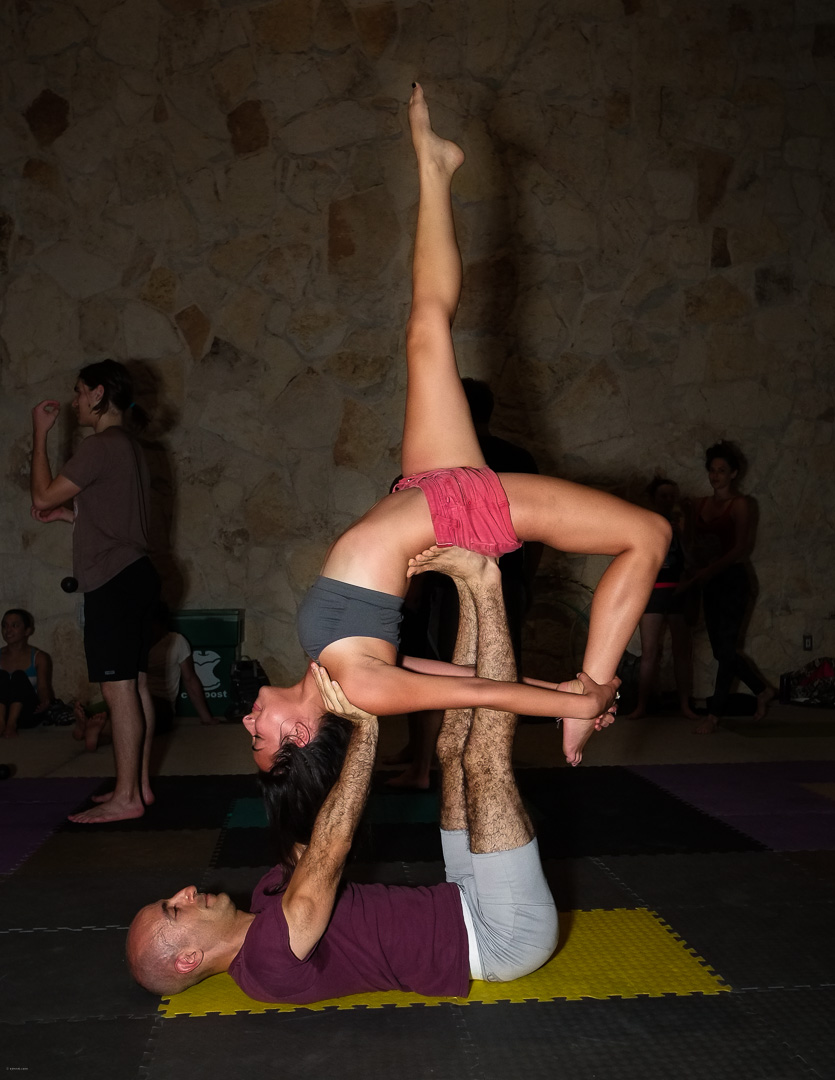
逆立ちしたダンサーのポーズ
- 日本の公園でアクロヨガを練習する人たち
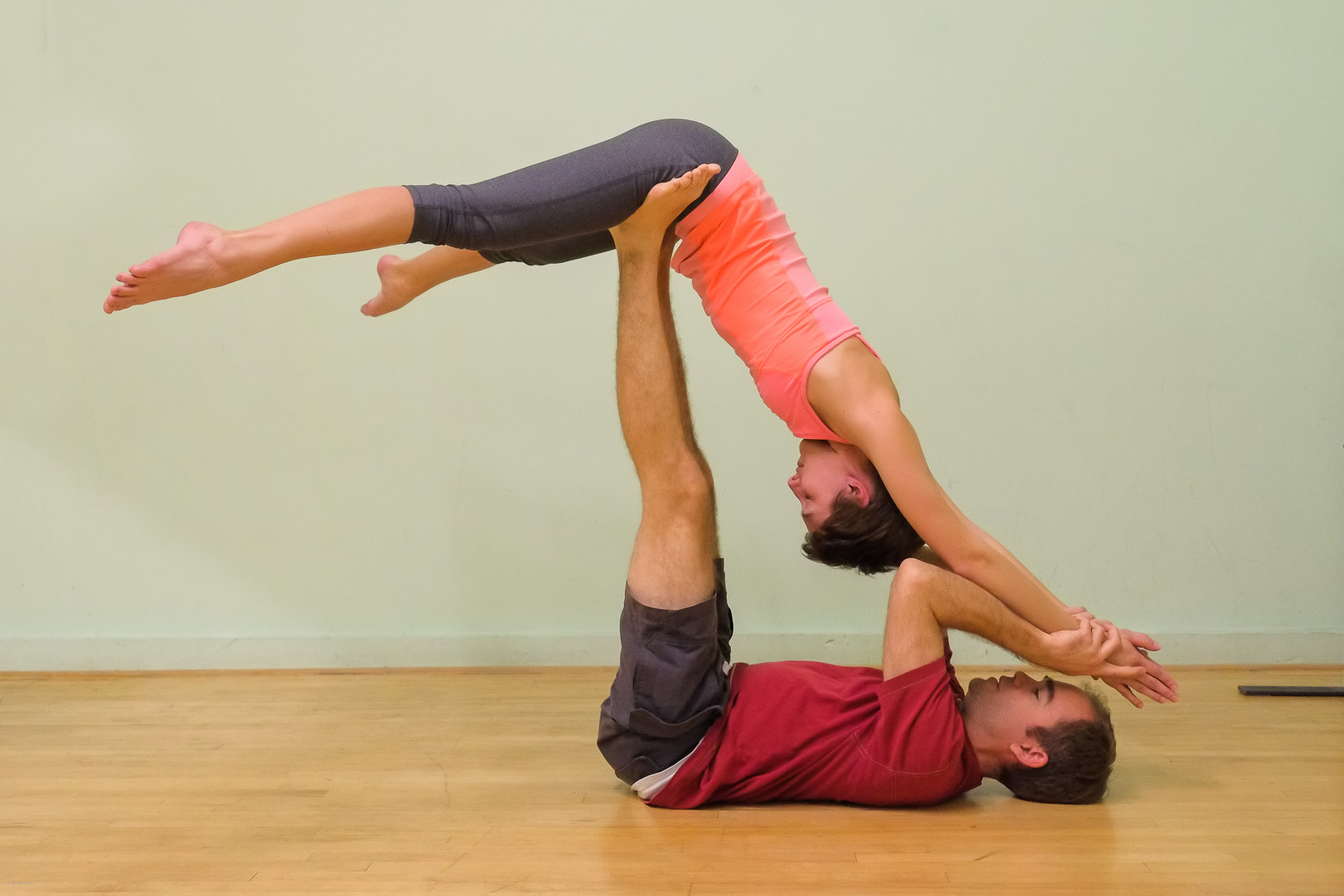
スーパーヨギポーズのアクロヨガセラピーフライング
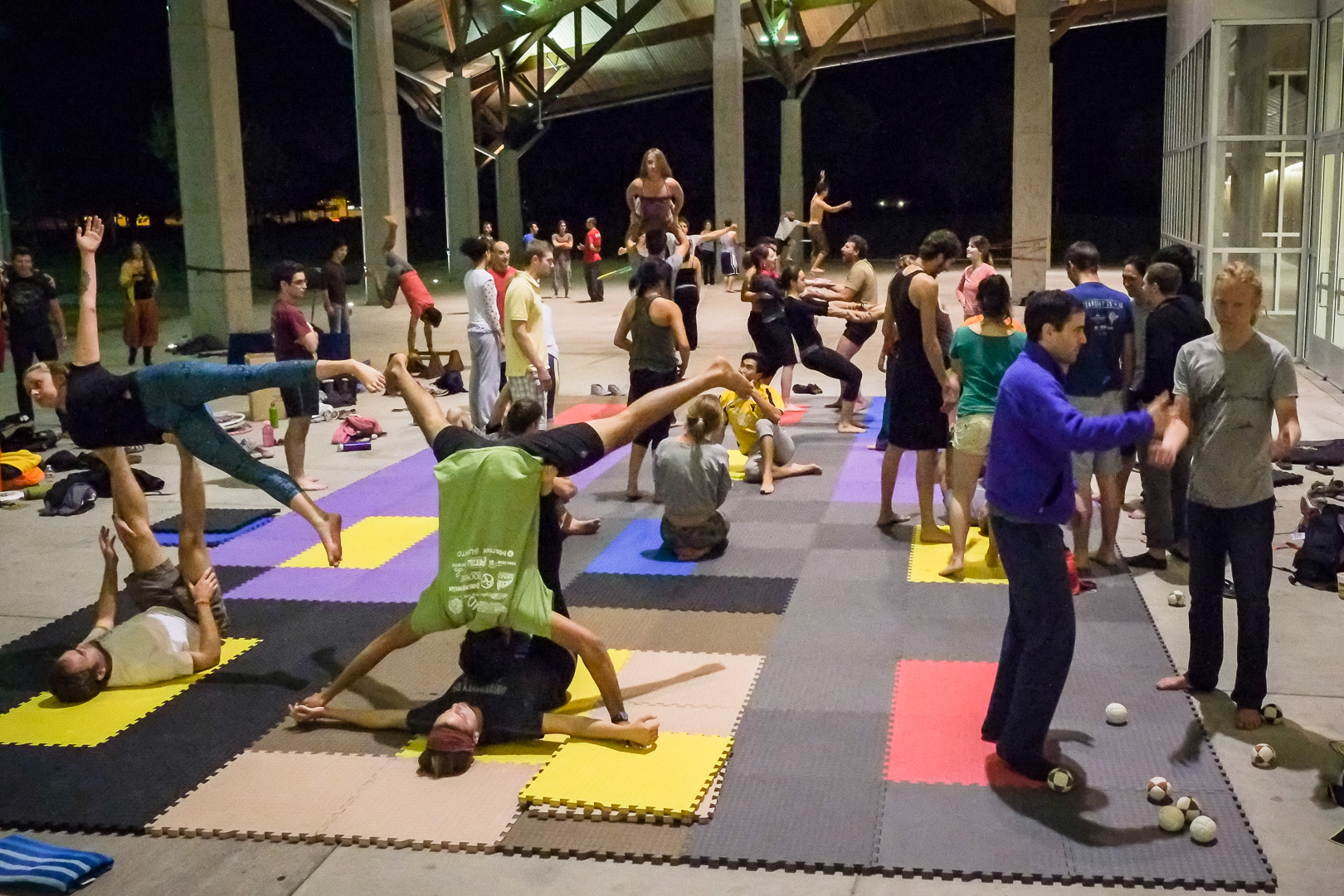
テキサス州オースティンの公共公園でのアクロヨガの集会

## ポーズ
アクロヨガには多くの静的なポーズが存在する。
これらのアクロヨガのポーズを連続的に繰り返して行う一連の流れは、ウォッシングマシン（洗濯機）と呼ばれる。
基本的なセラピー的ポーズのひとつにフォールデッドリーフ（折りたたまれた葉）があり、このポーズではフライヤーが倒れこむ形になり、ベースの垂直に伸ばした脚の上で支えられる。その際、ベースは両手が空くため、背中のマッサージなどを行うことができる。

アクロヨガのポーズ
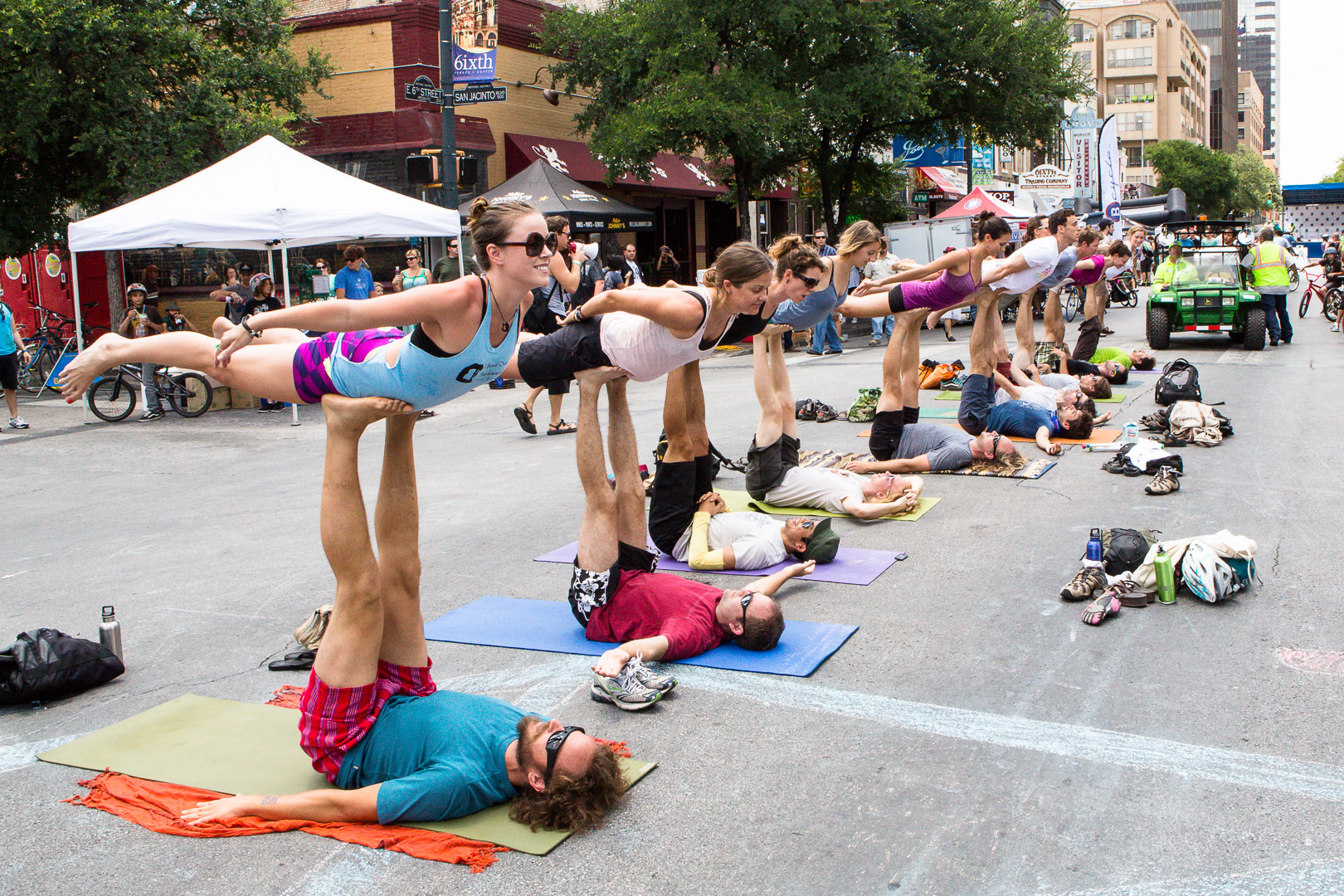
フロントバード - 基本的なアクロヨガのポーズ
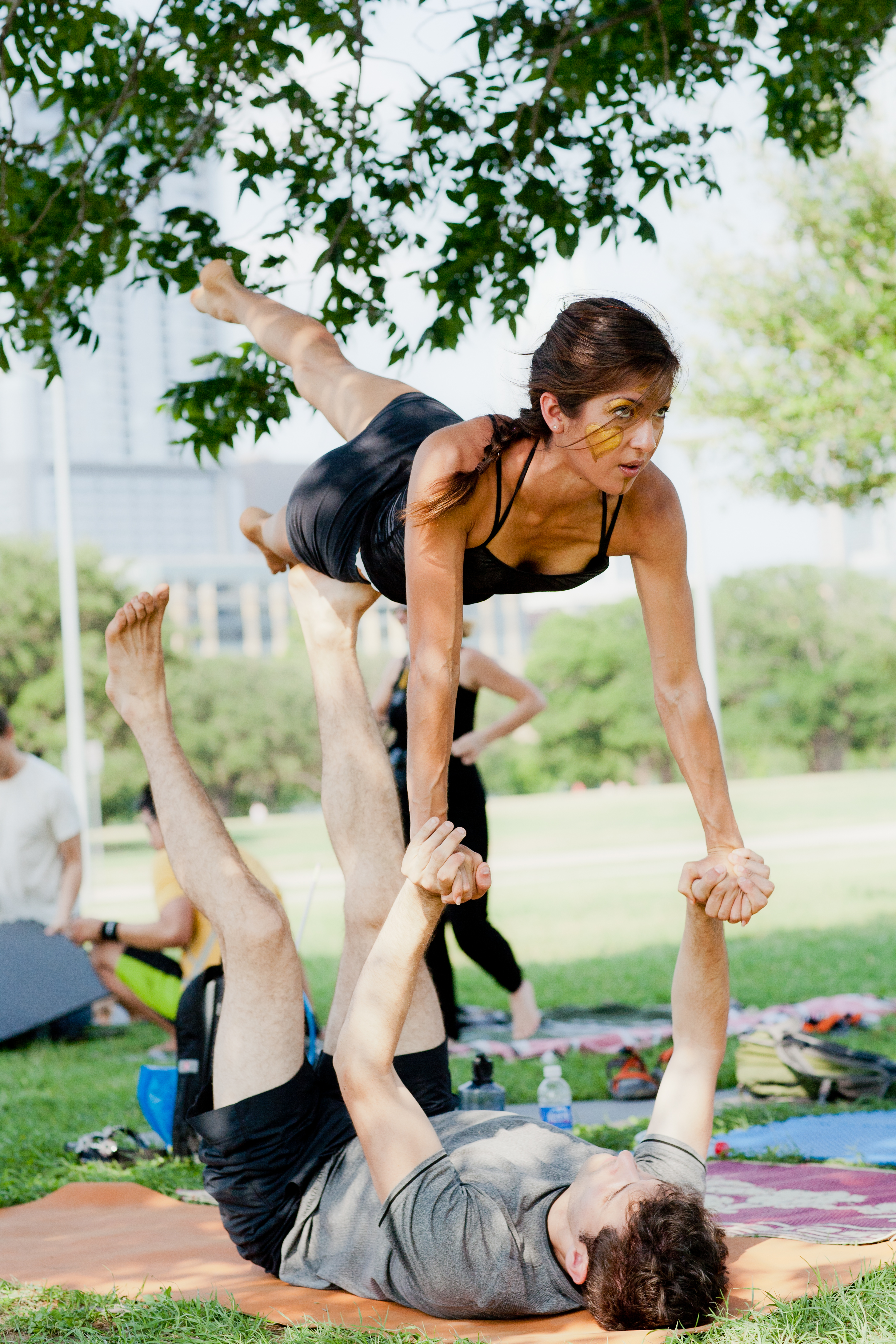
片足上でのバード
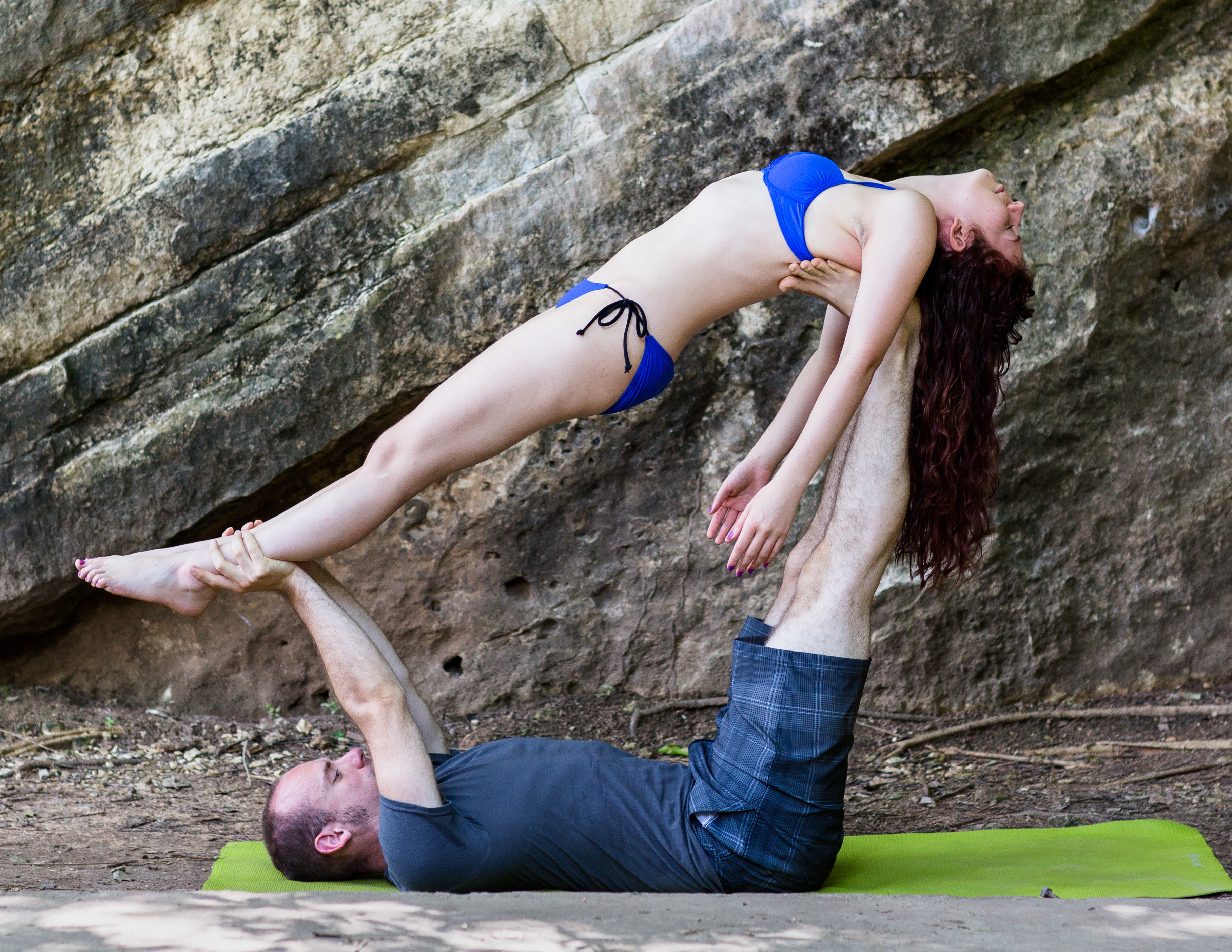
ホエイル（クジラ）
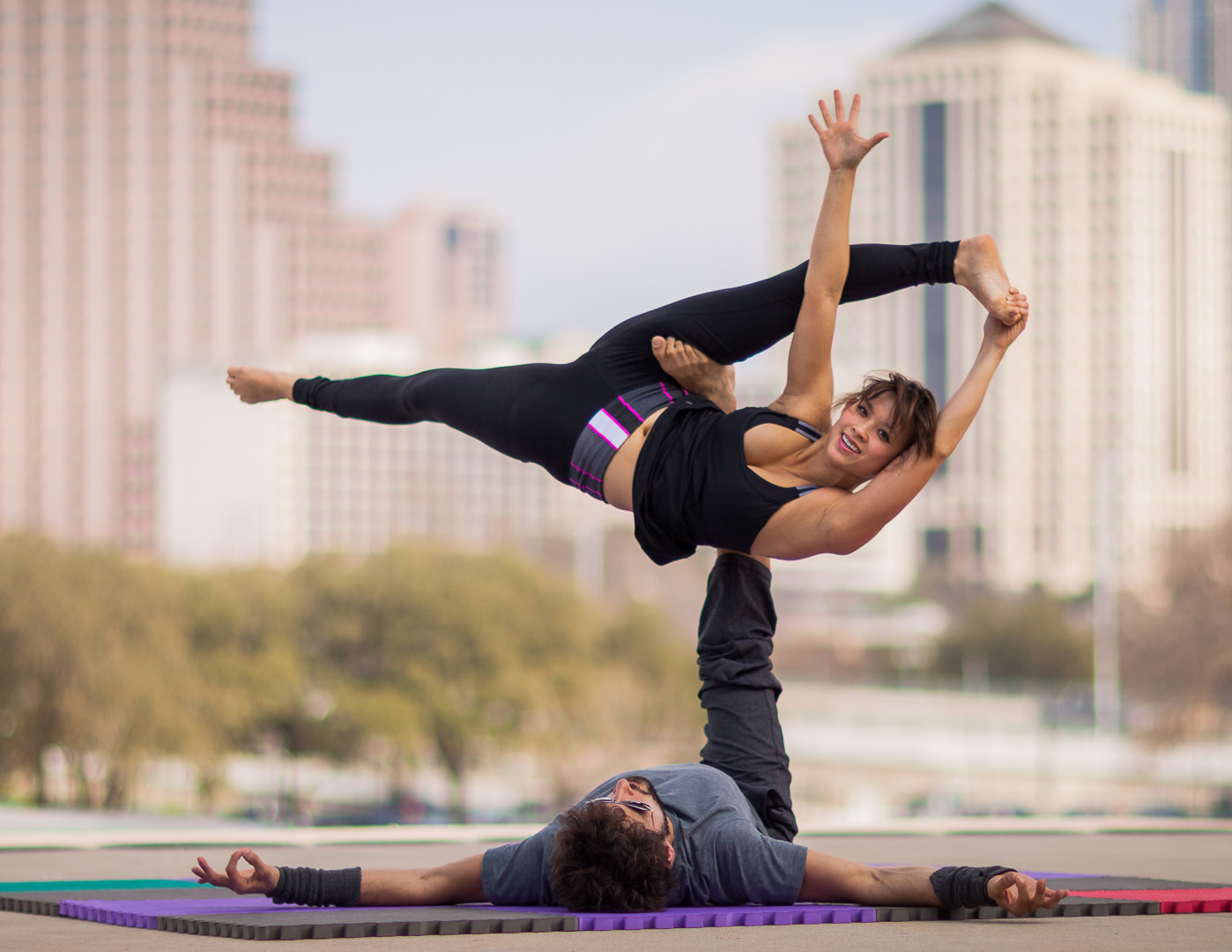
ハングル ダングル
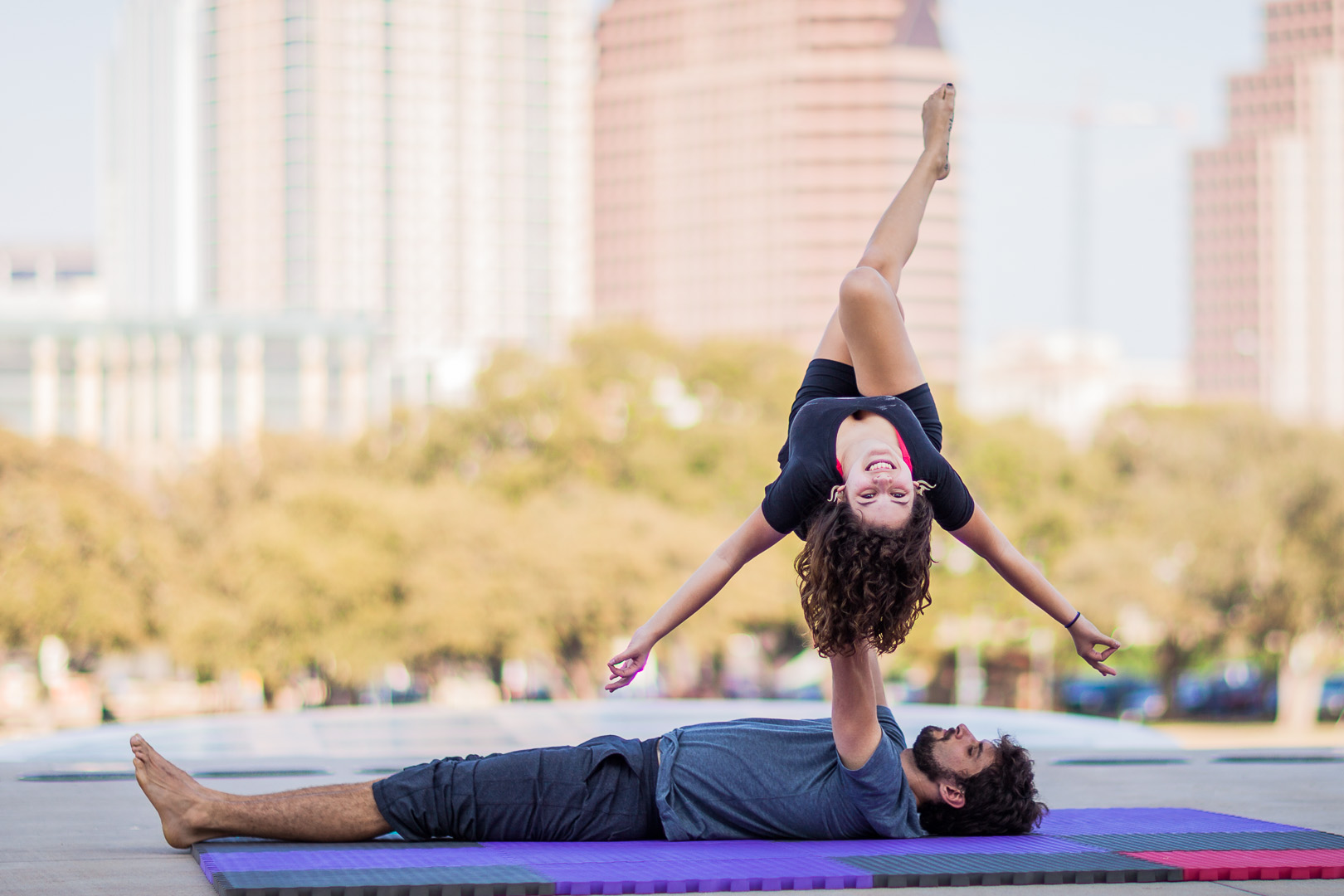
バックバード バリエーション
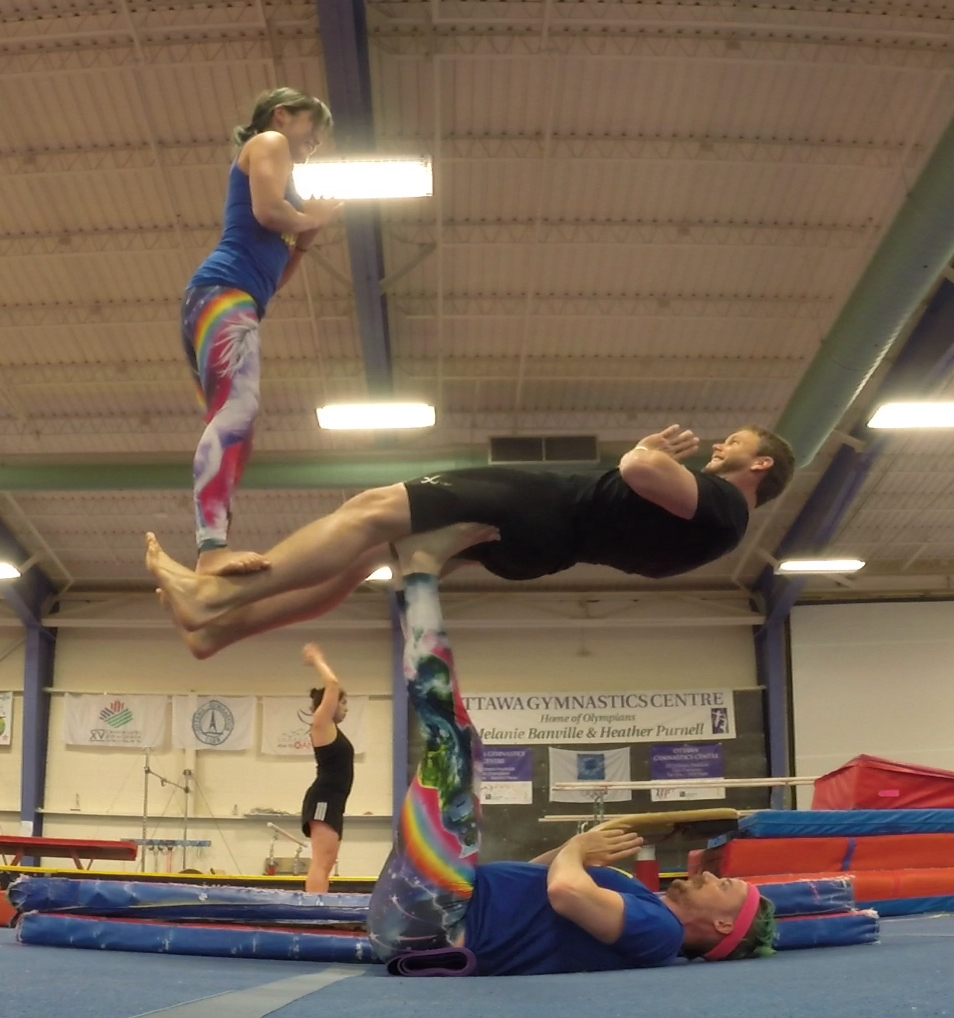
3人のバランスポーズ
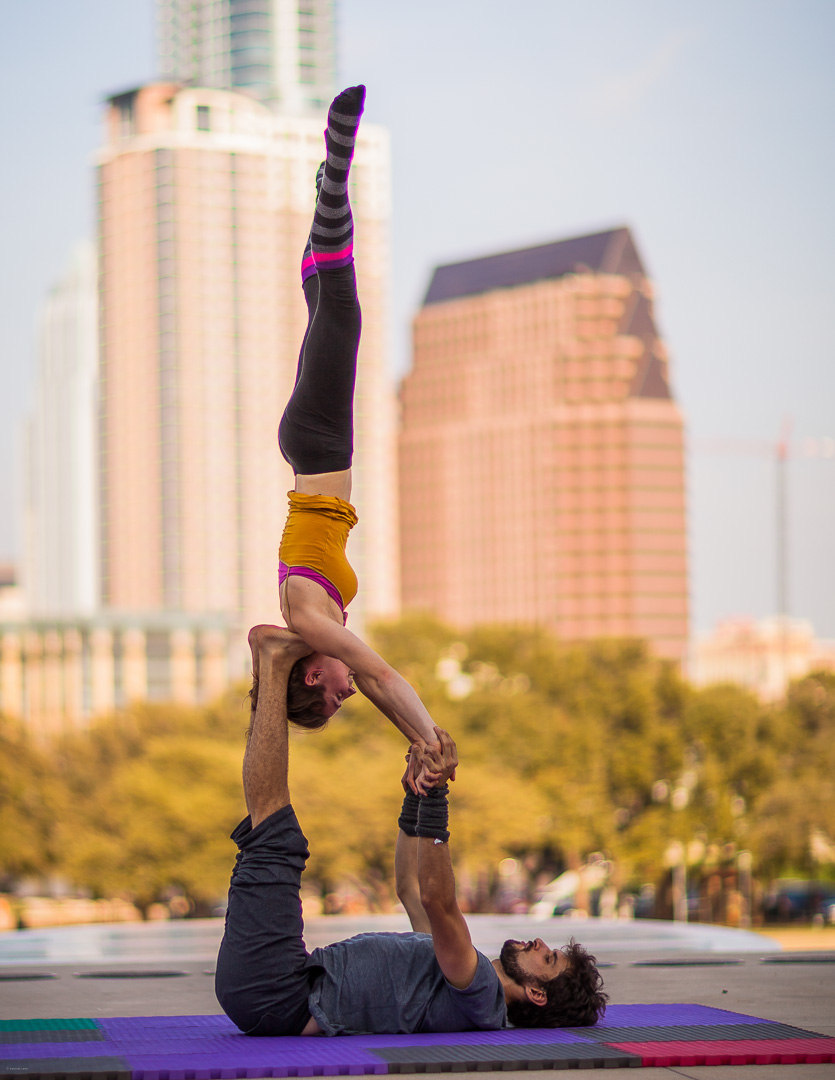
スター - 側面から見た場合
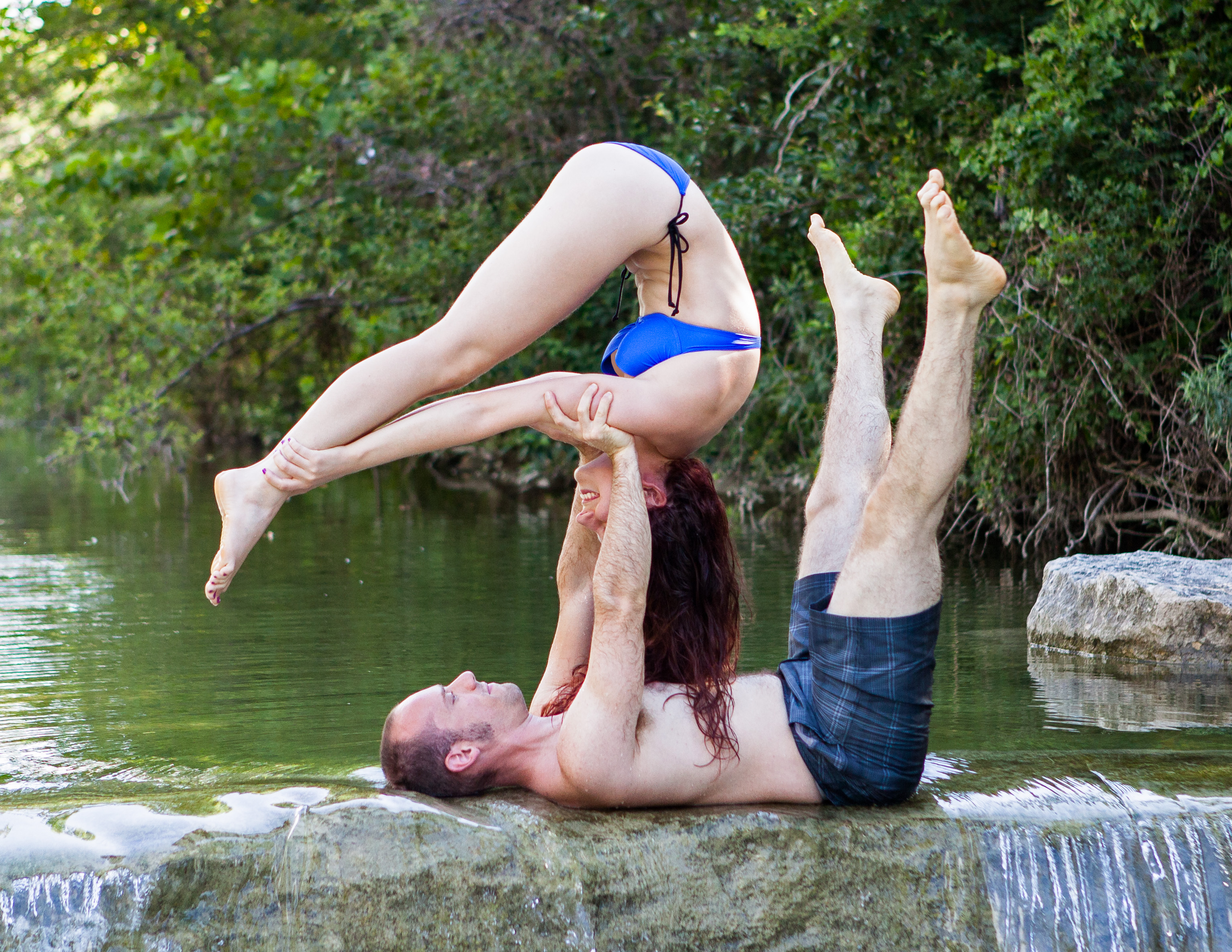
フローティングパスキ
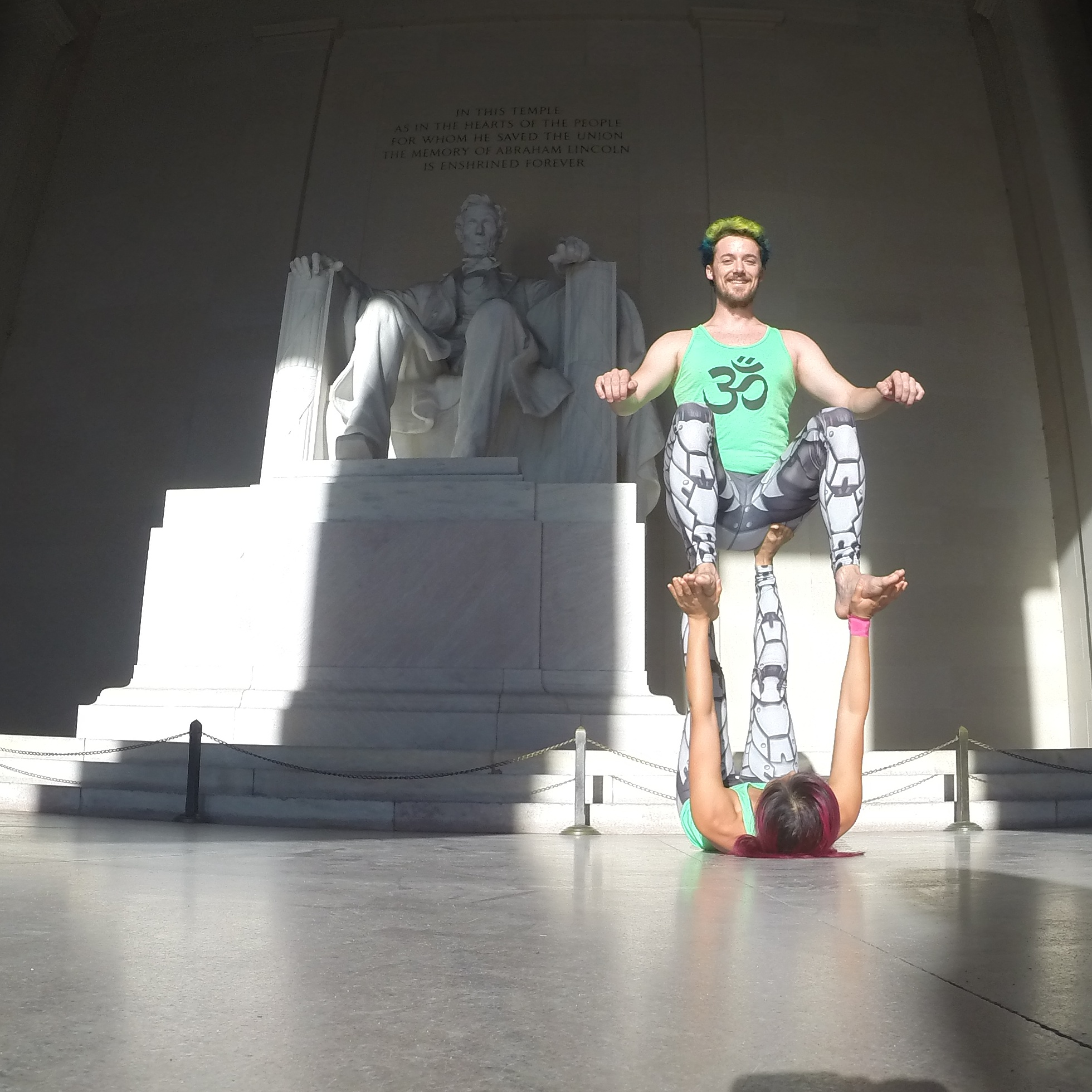
フライヤーよりベースが小さい場合のスローン
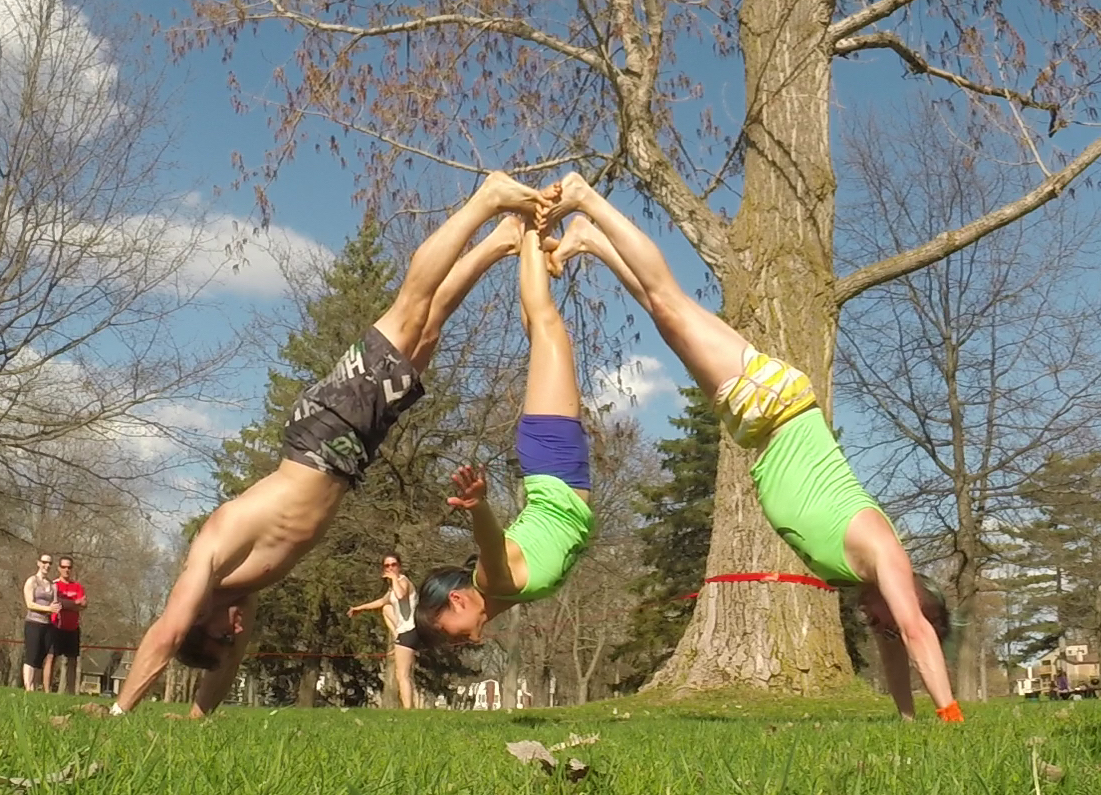
Ｌ－ベーシングでないポーズ

## 学習
アクロヨガを学ぶには、筋力トレーニング、柔軟性トレーニング、技術トレーニングが必要である。
筋力トレーニングは、腕立て伏せ、逆立ち、逆立ち歩きなどのエクササイズを繰り返すことで行われる。
柔軟性トレーニングは、セッションの最後にパートナーと一緒に行うのが最も効果的である。
アクロヨガの技術を身につけるには時間と努力が必要であり、熟練した指導者のもとで学ぶのが最適とされる。
アクロヨガの重要な技術のひとつに「ボーンスタッキング」と呼ばれるものがある。これは、ベースが腕や脚をまっすぐに保つことで、フライヤーの体重を筋肉ではなく骨で支える技法である。

## 歴史
アクロヨガにおけるＬ－ベーシングは、1938年に現代のエクササイズとしてのヨガの創始者の一人であるクリシュナマチャリアによって先駆的に行われたが、当時はアクロヨガの用語は用いられていなかった。
現代のアクロヨガにつながる流れは、カナダとアメリカで別々に生まれたとされている。カナダでは1999年にAcroYoga Montrealが設立された。こちらは音楽とダンスを取り入れたものであった。
一方アメリカのサンフランシスコでは2003年、ジェイソン・ネマーとジェニー・クラインによってContact Acroが始められた。こちらはセラピーとリラックスに注力したもので、のちにAcroYoga International（アクロヨガ・インターナショナル）となった。これは、アクロバット、ヨガ、ヒーリングアーツを組み合わせたもので、当初は主にセラピューティック・フライング（治療的なフライング）やヨガに焦点を当てていた。ネマーとザウアークラインは、2006年に初めてアクロヨガを体系化した。彼らは一般向けの実践マニュアルを作成し、指導者を育成し、世界各地を巡ってこれを広めた。AcroYoga Inc.は、2017年までに世界中でおよそ1,000人のアクロヨガ指導者を認定した。現在では、ソーラーというアクロヨガの一部のアクロバット部分に焦点をあてている。

## 日本におけるアクロヨガ
2013年にジェイソン・ネマーの意向により、西浦りさがACRO YOGA JAPANを設立した。
日本国内でアクロヨガが行われている場所と指導者は以下の通り。
- 青森 - Toshi & Norie
- 石川 - 中能登アクロヨガ
- 東京 - Acroyoga Freedom Tokyo - アクロアキ
- 東京 - Oriental Acroyoga - MIKA
- 東京 - SOGO Acroyoga
- 東京 - Asakusa Acro Club - Minori
- 静岡 - アクロヨガ静岡
- 長野 - アクロヨガ長野
- 名古屋 - Oriental Acroyoga - Kanako
- 岐阜 - アクロ飛騨
- 京都 - 京都アクロヨガ
- 奈良 - 奈良アクロヨガ
- 大阪 - Oriental Acroyoga - 横瀬ゆり
- 大阪 - BSMアクロヨガ大阪
- 沖縄 - ACRO YOGA JAPAN - 西浦りさ
- 沖縄 - Oriental Acroyoga - TAKA
- 沖縄 - アクロヨガ宮古島